# Mejor sub-23 de la Lega Basket Serie A
El premio al Mejor sub-23 de la Lega Basket Serie A es un galardón que se concede anualmente desde la temporada 2005-06 al mejor jugador menor de 23 años de la Serie A italiana.

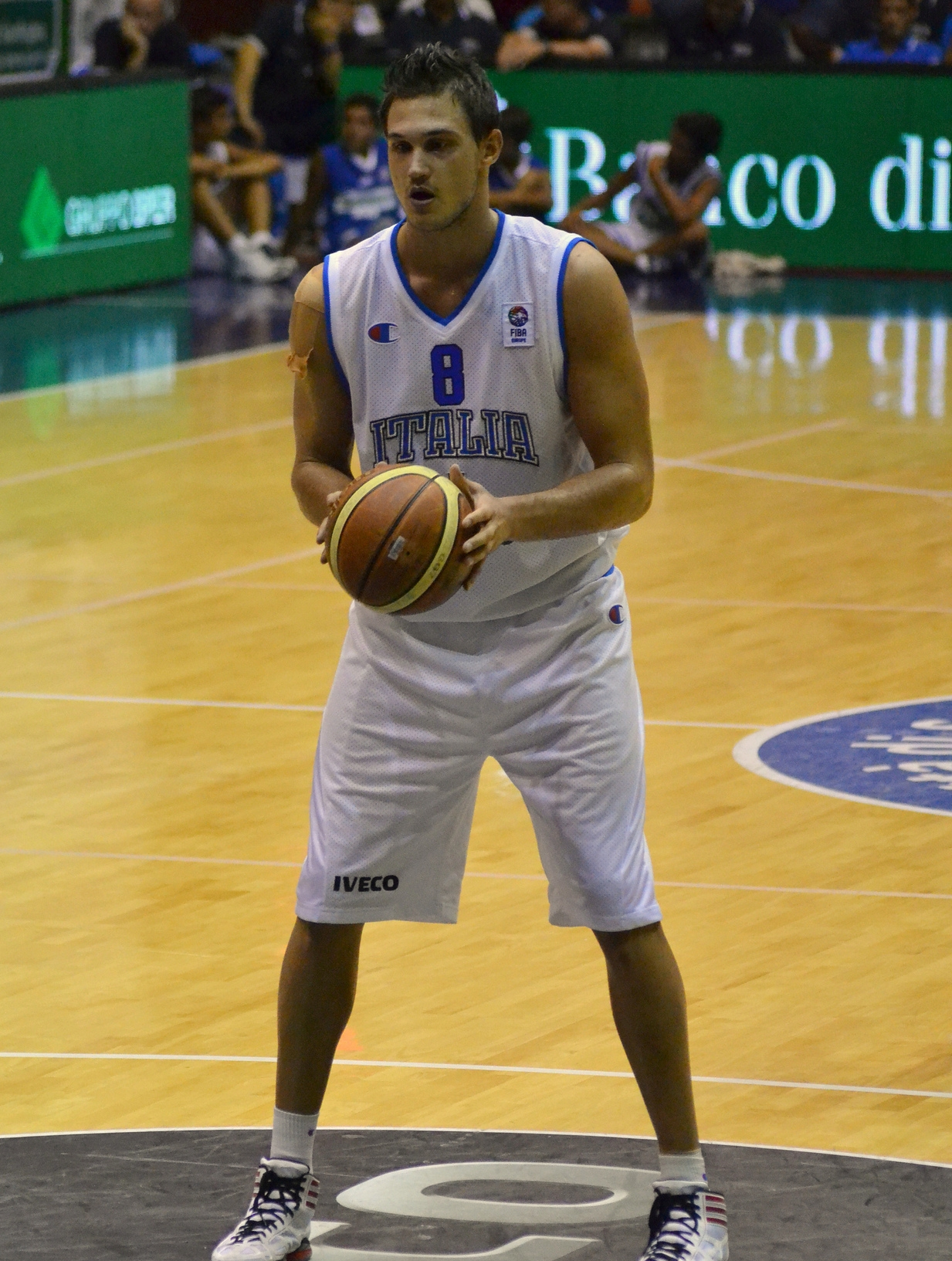
Danilo Gallinari, ganador en 2007 y 2008.

## Ganadores
| Temporada | Nacionalidad                                 | Jugador                                      | Equipo                                       |
| --------- | -------------------------------------------- | -------------------------------------------- | -------------------------------------------- |
| 2005-06   | Italia                                       | Andrea Bargnani                              | Benetton Treviso                             |
| 2006-07   | Italia                                       | Danilo Gallinari                             | Armani Jeans Milano                          |
| 2007-08   | Italia                                       | Danilo Gallinari (2)                         | Armani Jeans Milano                          |
| 2008-09   | Italia                                       | Luigi Datome                                 | Lottomatica Roma                             |
| 2009-10   | Italia                                       | Pietro Aradori                               | Angelico Biella                              |
| 2010-11   | Italia                                       | Alessandro Gentile                           | Benetton Treviso                             |
| 2011-12   | Italia                                       | Achille Polonara                             | Banca Tercas Teramo                          |
| 2012-13   | Italia                                       | Achille Polonara (2)                         | Cimberio Varese                              |
| 2013-14   | Italia                                       | Alessandro Gentile (2)                       | EA7 Emporio Armani Milano                    |
| 2014-15   | Italia                                       | Simone Fontecchio                            | Granarolo Bologna                            |
| 2015-16   | Italia                                       | Diego Flaccadori                             | Aquila Basket Trento                         |
| 2016-17   | Italia                                       | Diego Flaccadori (2)                         | Aquila Basket Trento                         |
| 2017-18   | Italia                                       | Diego Flaccadori (3)                         | Aquila Basket Trento                         |
| 2018-19   | Estados Unidos                               | Tony Carr                                    | Pallacanestro Cantù                          |
| 2019-20   | No se concedió debido a la pandemia COVID-19 | No se concedió debido a la pandemia COVID-19 | No se concedió debido a la pandemia COVID-19 |
| 2020-21   | Italia                                       | Alessandro Pajola                            | Virtus Pallacanestro Bologna                 |
| 2021-22   | Italia                                       | Matteo Spagnolo                              | Vanoli Cremona                               |
| 2022-23   | Italia                                       | Matteo Spagnolo (2)                          | Aquila Basket Trento                         |
| 2023-24   | Senegal                                      | Mouhamed Faye (2)                            | Pallacanestro Reggiana                       |